# Искра (Рязанский район)
Искра — посёлок в Рязанском районе Рязанской области. Является административным центром Искровского сельского поселения.

## Географическое положение
Посёлок Искра расположен на автомобильной трассе Р126 Рязань — Ефремов примерно в 14 км к юго-востоку от Рязани.

## История
Иоанн Добролюбов пишет, что «село Раки под именем погоста упоминается приправочной книге Каменск. Стана 1597 и 98 г., где сказано „Погост на царя великого князя земле на реке на Раке, а на погосте церковь Петра и Павел древена клетцки, а в церкви образы и свечи и книги и ризы и все церковное строенъемирское приходных людей: а поп живет в деревне Кутукове у Бориса Пущина, пашни церковные двадцать чети, сена по реке по Раке двадцать копен“. В окладной книге 1676 г. Находящаяся в Раках церковь также называется Петропавловскою, при ней церковной земли показано 50 четв. В поле „а в дву потомуж, сенных покосов на 70 коп., в приходе“ в том селе Раки да в деревне Кутуковой да в деревне Шуровой да в деревне Шаховой да в деревне Куркиной четырнадцать дворов помещиковых дворян и детей боярских, двор задворнаго слуги, двадцать восемь дворов крестьянских, три двора бобыльских и всего сорок семь дворов». Дани с Петропавловской церкви по новому окладу 1676 г. Положено платить 2 рубля 29 алтын 5 денег. Дальнейшая судьба этой церкви не известна.
У Иоанна Добролюбова же сказано, что до построения в с. Раках в 1872 г. Каменной Богородицегождественской церкви с приделами Петропавловским и Никольским, приходской церковью считалась церковь в с. Кутуково. С 1872 г. Петропавловская церковь села Кутуково обращена была в кладбищенскую и значилась приписанной без особого причта к церкви с. Раки.
В клировых ведомостях церквей Пронского уезда сказано, что «Богородицерождественская церковь была построена тщанием прихожан и разных благодетелей». Зданием каменная с таковою же колокольнею, покрыта железом, стены с внешней стороны в 1889 г. отштукатурены и покрыты масляной краской, в 1897 г. Все три иконостаса вновь перезолачены, стены внутри храма расписаны священными картинами с разрешения епархиального начальства на церковные деньги, а частию на жертвенные деньги прихожан. Вся теплая. «Престолов в ней 3 и все в ряд: главный во имя Рождества Пресвятыя Богородицы, в правом пределе во имя апостолов Петра и Павла, в левом во имя святителя Николая архиепископа Мир-Ликиского чудотворца, утворью достаточна. По штату в ней положены один священник и один псаломщик».
Земли при церкви 1915 г. было 5 десятин с церковным погостом и 1 десятина пахотной земли, качеством малоценная. Земля обрабатывалась священником, которому помогали прихожане, а псаломщик обрабатывал лично. Дома для церковнослужителей на церковной земле не было, однако была сторожка и дровяной сарай. К церкви была приписана кладбищенская церковь села Кутуково, которая до построения церкви в с. Раках была приходской.
В церкви была прекрасная библиотека, насчитывающая к 1915 г. 185 томов, которой пользовались прихожане.
В селе Раках имелось двухклассное Образцовое училище Министерства Народного посвящения, которое было учреждено в 1876 г., в котором училось 60 мальчиков и 32 девочки. В 1914/1915 учебном году курс окончили 6 мальчиков и 1 девочка.
Старостою церкви 1911—1915 гг. был Алексей Яковлевич Феоктистов.
Из священнослужителей известны: Никифор, уп. С 1676—1681 гг. Дмитрий Алексеев рук. В 1681 г. Окт.23, Леонтий уп. 1694., Григорий Евфимович Троицын, с 1872 г., Иоанн Григорьевич Троицин с 1891 г. 10 февраля.
О церкви села Кутуково Антоновское тож на речке Обеденке в «Историко-статистическом описании церквей и монастырей Рязанской епархии» написано, что в качестве деревни, состоявшей за Пущенным и Пушкиным, упоминается в писцовых книгах с 1628 и 29 года. В качестве деревни, входящей в приход Раковской церкви, значится в окладной книге 1676 г. Первоначальное построение церкви относится к концу XVII века, перестроенная заново в 1772 году и возобновленная в 1829 г. была приходской.
Церковь была построена на средства помещика Алексея Петровича Вердеревского, зданием деревянная с таковою же колокольнею, покрыта железом в 1895 г. на пожертвования прихожан, холодная, нижние венцы под все храмом ветхи, храм весь понизился, нужно подвести каменный фундамент — как констатировала клировская ведомость за 1915 г. Престол в ней был один во имя святых апостолов Петра и Павла, утворью была достаточна. Земли при церкви было 84 десятины 2003 саж., которая обрабатывалась «исполу» священником и прихожанами, а псаломщиком — лично.
До 1924 г. существовало 2 населенных пункта с одноимённым названием, расположенных на обоих берегах реки Раки.
На 01.01.1905 г. существовали: с. Раки Затишьевской волости Рязанского уезда и с. Раки Запольской волости Пронского уезда. В с. Раки Рязанского уезда было 15 дворов, 49 жителей, которые занимались хлебопашеством, торговлей, сапожничали. В Раках Пронского уезда, имелась каменная церковь, 2-классная Министерская школа, казённая лавка.
В сведениях о водоснабжении села Раки Запольской волости Пронского уезда указано: «Раки, правая сторона реки — Запольской волости, Пронского уезда, левая сторона — Затишьевской волости Рязанского уезда». Сведения даны на 1914 г.
В 1924 году, когда был упразднен Пронский уезд, два села объединились в одно село.
На 01.01.1928 г. в 1-м обществе насчитывалось 16 дв., 75 жит, во 2-м 18 дв., 86 жит. В окрестностях добывали глину для местных нужд.
В 1976 году сельский Совет, который существовал в с. Раки, был переведен в поселок, где находилась центральная усадьба сов. «Искра».
В 1987 г. с. Раки объединили с п. Искра с общем наименованием п. Искра.

## Население
| 1859 | 1906 | 2010  |
| ---- | ---- | ----- |
| 140  | ↗157 | ↗2391 |